# Sofalia
Sofalia (albanisch auch Sofali, serbisch Софалија Sofalija) ist ein Stadtteil der kosovarischen Hauptstadt Pristina.

## Geographie
Sofalia liegt am östlichen Stadtrand in leicht hügeligem Gebiet und ist heute mit Pristina zusammengewachsen. Im Norden, Osten und Süden wird der Stadtteil vom waldigen Gërmia-Park umgeben. 
In den letzten Jahren ist die Bevölkerungszahl rasch gestiegen. Die Nähe zur Innenstadt und zu Erholungsgebieten macht Sofalia zu einem zunehmend attraktiven Wohngebiet im urbanen Raum von Pristina.

## Geschichte
Auf dem Gebiet des Dorfes befindet sich die Festung Gradina, deren Überreste bis in die Vorgeschichte und Antike zurückreichen. Sie ist als Kulturdenkmal anerkannt.

## Bevölkerung

### Ethnien
Bei der Volkszählung von 2011 wurden 1767 Einwohner ermittelt. Davon bezeichneten sich 1758 (99,49 %) als Albaner. Sechs gehörten einer anderen Ethnie an, einer deklarierte keiner Ethnie angehörig zu sein, von zwei ist die Ethnie unbekannt.
| Zensus    | 1948 | 1953 | 1961 | 1971 | 1981 | 1991 | 2011 | 2024 |
| --------- | ---- | ---- | ---- | ---- | ---- | ---- | ---- | ---- |
| Einwohner | 130  | 148  | 172  | 214  | 433  | 484  | 1767 | 1782 |

### Religion
1699 Einwohner (96,15 %) bekannten sich als Muslime, 14 als Katholiken. Sieben Einwohner machten keine Angaben diesbezüglich, 45 gehören keiner Religionsgemeinschaft an und von zwei ist die Religionszugehörigkeit unbekannt.